# Produit tissue
Un produit tissue, plus connu sous le nom de papier tissue, est un papier à usage unique utilisé couramment pour l’hygiène et l'essuyage personnels, domestiques ou industriels.

## Terminologie
Dans une décision de la Commission européenne en 2019, le terme tissue apparaît en italique.
En 2019, l'Union européenne remplace la terminologie «papier hygiénique, papier de cuisine et autres produits en papier absorbant à usage domestique» par «papier tissue et produits tissue» pour expliciter la différence entre le papier tissue et le produit tissue final sur la base de la norme ISO 12625-1.
En 2020, dans un règlement d’exécution 2020/1577 du 21 septembre 2020 modifiant une nomenclature douanière, la commission utilise le terme tissue entre guillemets est précédé du terme "dite" pour monter qu'il s'agit d'une appellation, d'un surnom d'usage exogène, sans accord ni en genre ni en nombre: « Papier crêpe et nappes de fibres de cellulose dites «tissue», d'un poids, par pli, au mètre carré ».

## Exemples
Les produits tissue comprennent par exemple le papier toilette, les mouchoirs en papier, les essuie-mains, les essuie-tout, les serviettes de table en papier et les lingette rince-doigts en papier.
Des produits tissue proches sont destinés à être utilisés sur les marchés industriel et institutionnel tels que les bureaux, les hôpitaux, les hôtels et les restaurants.

## Formes

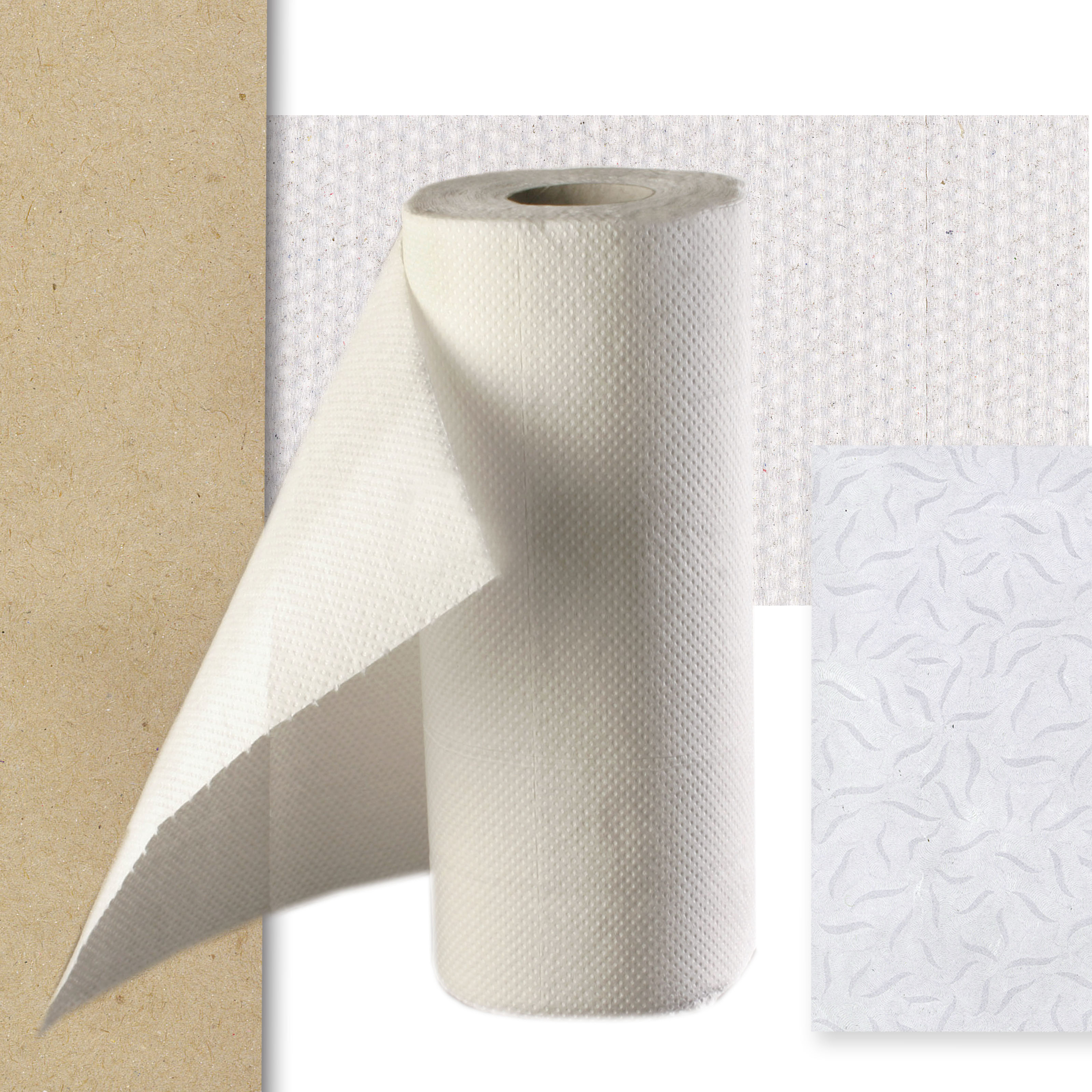
Différents papiers tissue.

Les produits tissue se présentent sous forme de feuilles ou de rouleaux. Ils peuvent être pliés, gaufrés, laminés, imprimés ou traités avec une lotion.
Le pliage est utilisé pour réduire l’emballage et améliorer la distribution. Le gaufrage est surtout utilisé pour le papier toilette et les essuie-tout.

## Propriétés
En comparaison avec la plupart des autres types de papier, les produits tissue ont une main (volume massique), un pouvoir absorbant et un allongement élevés. Ils peuvent aussi être souples et doux au toucher. 
Les produits tissue peuvent être caractérisés selon la famille de normes ISO 12625.

## Composition
Le papier tissue est produit de manière similaire à l'essuie-tout mais peut employer des quantités différentes de produits chimiques s'il n'est pas soumis aux mêmes recommandation et réglementations.